# Wereldkampioenschappen badminton 2015/Gemengd dubbelspel
De 22ste wereldkampioenschappen badminton werden in 2015 van 10 tot en met 16 augustus gehouden in de Indonesische hoofdstad Jakarta. Het toernooi in het gemengd dubbelspel werd gewonnen door Zhang Nan en Zhao Yunlei uit China.

## Plaatsingslijst
| Nr. | Speler                                      | Prestatie    | Uitgeschakeld door            | Nr. | Speler                                 | Prestatie    | Uitgeschakeld door            |
| --- | ------------------------------------------- | ------------ | ----------------------------- | --- | -------------------------------------- | ------------ | ----------------------------- |
| 1.  | Zhang Nan Zhao Yunlei                       | Winnaar      | niet van toepassing           | 9.  | Lee Chun Hei Chau Hoi Wah              | Tweede ronde | Chan Peng Soon Goh Liu Ying   |
| 2.  | Xu Chen Ma Jin                              | Halve finale | Liu Cheng Bao Yixin           | 10. | Riky Widianto Puspita Richi Dili       | Derde ronde  | Liu Cheng Bao Yixin           |
| 3.  | Tontowi Ahmad Liliyana Natsir               | Halve finale | Zhang Nan Zhao Yunlei         | 11. | Praveen Jordan Debby Susanto           | Kwartfinale  | Zhang Nan Zhao Yunlei         |
| 4.  | Liu Cheng Bao Yixin                         | Finale       | Zhang Nan Zhao Yunlei         | 12. | Edi Subaktiar Gloria Emanuelle Widjaja | Derde ronde  | Ko Sung-hyun Kim Ha-na        |
| 5.  | Joachim Fischer Nielsen Christinna Pedersen | Derde ronde  | Praveen Jordan Debby Susanto  | 13. | Mads Piler Kolding Kamilla Rytter Juhl | Derde ronde  | Chris Adcock Gabrielle Adcock |
| 6.  | Lu Kai Huang Yaqiong                        | Derde ronde  | Jacco Arends Selena Piek      | 14. | Michael Fuchs Birgit Michels           | Derde ronde  | Zhang Nan Zhao Yunlei         |
| 7.  | Chris Adcock Gabrielle Adcock               | Kwartfinale  | Liu Cheng Bao Yixin           | 15. | Jacco Arends Selena Piek               | Kwartfinale  | Xu Chen Ma Jin                |
| 8.  | Ko Sung-hyun Kim Ha-na                      | Kwartfinale  | Tontowi Ahmad Liliyana Natsir | 16. | Chan Alan Yun Lung Tse Ying Suet       | Tweede ronde | Liao Min Chun Chen Hsiao Huan |

## De wedstrijden

### Laatste 8
|  | Kwartfinale | Kwartfinale                   | Kwartfinale                   | Kwartfinale         | Kwartfinale |    |                               | Halve finale | Halve finale | Halve finale | Halve finale | Halve finale |  |  | Finale | Finale                | Finale | Finale | Finale |
|  |             |                               |                               |                     |             |    |                               |              |              |              |              |              |  |  |        |                       |        |        |        |
|  | 1           | Zhang Nan Zhao Yunlei         | 21                            | 21                  |             |    |                               |              |              |              |              |              |  |  |        |                       |        |        |        |
|  | 11          | Praveen Jordan Debby Susanto  | 13                            | 14                  |             |    |                               |              |              |              |              |              |  |  |        |                       |        |        |        |
|  | 11          | Praveen Jordan Debby Susanto  | 13                            | 14                  |             | 1  | Zhang Nan Zhao Yunlei         | 20           | 23           | 21           |              |              |  |  |        |                       |        |        |        |
|  |             |                               |                               |                     |             | 1  | Zhang Nan Zhao Yunlei         | 20           | 23           | 21           |              |              |  |  |        |                       |        |        |        |
|  |             | 3                             | Tontowi Ahmad Liliyana Natsir | 22                  | 21          | 12 |                               |              |              |              |              |              |  |  |        |                       |        |        |        |
|  | 3           | 3                             | Tontowi Ahmad Liliyana Natsir | 22                  | 21          | 12 | Tontowi Ahmad Liliyana Natsir | 21           | 21           |              |              |              |  |  |        |                       |        |        |        |
|  | 3           |                               |                               |                     |             |    | Tontowi Ahmad Liliyana Natsir | 21           | 21           |              |              |              |  |  |        |                       |        |        |        |
|  | 8           | Ko Sung-hyun Kim Ha-na        | 8                             | 15                  |             |    |                               |              |              |              |              |              |  |  |        |                       |        |        |        |
|  |             |                               |                               |                     |             |    |                               |              |              |              |              |              |  |  | 1      | Zhang Nan Zhao Yunlei | 21     | 21     |        |
|  |             |                               | 4                             | Liu Cheng Bao Yixin | 17          | 11 |                               |              |              |              |              |              |  |  |        |                       |        |        |        |
|  | 7           | Chris Adcock Gabrielle Adcock |                               |                     |             |    |                               |              |              |              |              |              |  |  |        |                       |        |        |        |
|  | 4           | Liu Cheng Bao Yixin           | w                             | o                   |             |    |                               |              |              |              |              |              |  |  |        |                       |        |        |        |
|  | 4           | Liu Cheng Bao Yixin           | w                             | o                   |             | 4  | Liu Cheng Bao Yixin           | 21           | 15           | 21           |              |              |  |  |        |                       |        |        |        |
|  |             |                               |                               |                     |             | 4  | Liu Cheng Bao Yixin           | 21           | 15           | 21           |              |              |  |  |        |                       |        |        |        |
|  |             | 2                             | Xu Chen Ma Jin                | 13                  | 21          | 19 |                               |              |              |              |              |              |  |  |        |                       |        |        |        |
|  | 15          | 2                             | Xu Chen Ma Jin                | 13                  | 21          | 19 | Jacco Arends Selena Piek      | 9            | 18           |              |              |              |  |  |        |                       |        |        |        |
|  | 15          |                               |                               |                     |             |    | Jacco Arends Selena Piek      | 9            | 18           |              |              |              |  |  |        |                       |        |        |        |
|  | 2           | Xu Chen Ma Jin                | 21                            | 21                  |             |    |                               |              |              |              |              |              |  |  |        |                       |        |        |        |

Mannen enkelspel · 
Vrouwen enkelspel · 
Mannen dubbelspel · 
Vrouwen dubbelspel · 
Gemengd dubbelspel